# Ebetsu
Ebetsu (jap. 江別市, -shi) ist eine Stadt in der Unterpräfektur Ishikari auf der Insel Hokkaidō (Japan).

## Geographie
Ebetsu liegt nur wenige Kilometer nordöstlich von Sapporo und kann als Vorort der Metropole angesehen werden. Ebetsu liegt zudem am südlichen Ufer des Ishikari, dem größten Fluss der Insel und drittgrößtem Fluss Japans, unmittelbar an der Biegung des aus dem Norden kommend Flusses, der unweit nordwestlich von Ebetsu in das Japanische Meer mündet. Somit liegt Ebetsu auch recht zentral in der großen Ishikari-Ebene.

## Geschichte
Die Stadt besteht seit dem 1. April 1954.

## Verkehr
Die Stadt liegt an der Hakodate-Hauptlinie von JR Hokkaido. Diese erschließt die Bahnhöfe Ōasa, Nopporo, Takasago, Ebetsu und Toyohoro.
Ebetsu kann über die Dōō-Autobahn erreicht werden, ebenso über die Nationalstraße 12, die Nationalstraße 275 und die Nationalstraße 337.

## Städtepartnerschaften
- Gresham (Oregon), seit 1977

## Angrenzende Städte und Gemeinden
- Sapporo
- Kitahiroshima
- Iwamizawa

## Söhne und Töchter der Stadt
- Akane Chihaya (* 1979), Schriftstellerin
- Keisuke Ushiro (* 1986), Leichtathlet
- Daiki Satō (* 1999), Fußballspieler
- Ren Nikaidō (* 2001), Skispringer